# Zoenoffer

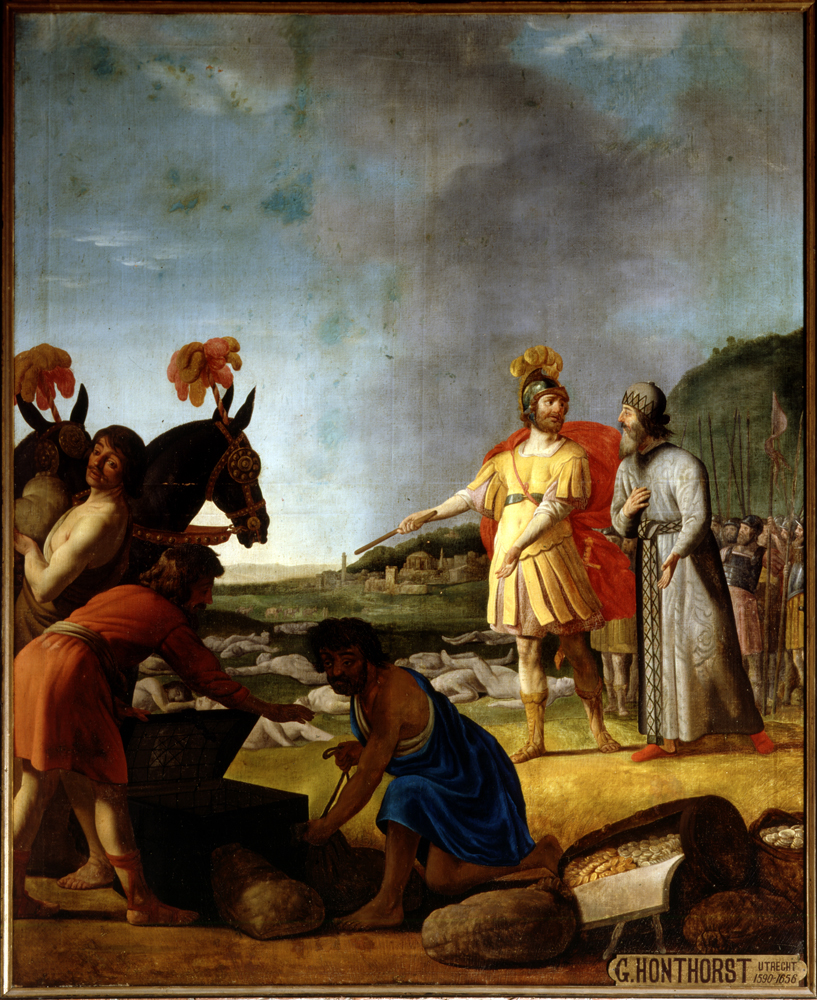
Judas Makkabeüs beveelt een zoenoffer te brengen voor de gesneuvelde soldaten (Sint-Baafskathedraal, Gent, toegeschreven aan Gerard van Honthorst)

Een zoenoffer is een ritueel, waarbij mensen zich verzoenen met een bovennatuurlijke kracht (godheid of geest), voortkomend uit het besef dat de mens iets goed te maken heeft voor wat hij eet en drinkt, voor de dieren die hij doodt, de veranderingen die hij aanbrengt in zijn omgeving of de zonden die hij begaat. Zoenoffers zijn aan te treffen in bijna alle historische of nog bestaande godsdiensten en culturen.

## Jodendom
Het woord zoenoffer komt niet in de Hebreeuwse Bijbel voor, maar het ritueel dat ermee wordt bedoeld werd in het jodendom uitgevoerd in de tabernakel en de latere Joodse tempel (zie bijvoorbeeld Exodus 29:36). In Leviticus 7:1-7 worden de voorschriften voor het 'hersteloffer' beschreven, volgens Leviticus 5:18 "de verzoeningsrite ... voor wat [iemand] onbedoeld en zonder het te weten misdaan heeft".
De meeste voorschriften uit deze offerdienst hadden te maken met (vaak lichamelijke maar ook geestelijke) reiniging en verzoening van zonden die men persoonlijk aan de medemensen of aan God had begaan. Er bestond ook een ritueel om de gezamenlijke zonden van het gehele volk der Israëlieten voor God te verzoenen. Eenmaal per jaar, op Jom Kipoer ofwel de Grote Verzoendag, ging de hogepriester het allerheiligste binnen om, met het bloed van een onschuldig lam, de zonden van het volk voor de ogen van God te bedekken door het bloed op het deksel van de Ark van het verbond te sprenkelen. Ook werden door de hogepriester symbolisch de zonden van het volk op een bok overgedragen die dan de woestijn werd ingestuurd. Dit was de zondebok.

## Christendom
In het christendom wordt aangenomen dat Jezus Christus de plaats heeft ingenomen van de zondebok (zie hierboven) en tegelijk, in de rol van hogepriester en onschuldig zondeloos lam, zichzelf heeft opgeofferd voor de zonde van de gehele mensheid. In de Rooms-katholieke Kerk geldt de mis ook als onbloedige hernieuwing van dit éne zoenoffer van Jezus Christus aan het kruis. 
Moderne protestantse theologen in Duitsland zoals Burckhard Müller willen het begrip zoenoffer eerder zien als een blikverenging door verkeerd lezen van de Bijbel. Zij beschouwen het als een uitvloeisel van de aflaatpraktijk van onder andere Johann Tetzel aan het begin van de 16e eeuw.